# ديفيد غيري
ديفيد غيري (بالإنجليزية: David Geary)‏ هو كاتب وكاتب سيناريو وكاتب مسرحي نيوزيلندي، ولد في 1963.